# Убийство по-джентльменски (роман)
«Убийство по-джентльменски» — второй по счету детективный роман Джона ле Карре, опубликованный в 1962 году. В 1991 году в Великобритании был снят одноимённый телефильм по мотивам романа. Роман был написан во время развернутой кампании против подобных частных школ в Англии, так как многие считали, что подобные заведения слишком консервативны.

## Сюжет
Действие развивается в элитной частной школе. Консервативные порядки, чопорность и ханжество стали у преподавателей и учеников нормой. На этом фоне происходит ужасающее убийство Стеллы Роуд — жены одного из преподавателей.
Расследование убийства поручено инспектору Ригби, но он ничего не может выяснить. В дело вмешивается один из постоянных персонажей книг ле Карре — Джордж Смайли.